# Взрыватель (фильм, 1998)
«Взрыватель» (англ. Knock Off) — фильм 1998 года, главные роли в котором исполнили Жан-Клод Ван Дамм и Роб Шнайдер. Это второй фильм Цуя Харка, снятый при участии Ван Дамма. Первый фильм вышел годом ранее.

## Сюжет
Гонконг, июнь 1997 года. Маркус Рей (Жан-Клод Ван Дамм) и Томми Хендрикс (Роб Шнайдер) — торговые представители американской фирмы по продаже джинсов, и они наслаждаются жизнью в Гонконге. В то время как Томми деловито готовится к последней демонстрации мод, Маркус изучает товары — часы, драгоценности, которые распространяют его давний друг Эдди Вонг и его гонконгский партнёр. Неожиданно он выясняет, что Томми — тайный агент ЦРУ, как и его помощница Керэн. Встречаясь с их боссом, агентом Гарри Джохэнссоном, Маркус узнаёт о заговоре, в котором замешана русская мафия, которая пытается провезти контрабандой крошечные, но очень взрывчатые «микробомбы» вместе с их партией джинсов. Маркус, Томми, и Керэн намереваются остановить заговор и того, кто за всем этим стоит.

## В ролях
| Актёр             | Роль             |
| ----------------- | ---------------- |
| Жан-Клод Ван Дамм | Маркус Рей       |
| Роб Шнайдер       | Томми Хендрикс   |
| Лила Рошон        | Кэрен Ли         |
| Пол Сорвино       | Гарри Джохэнссон |
| Кармен Ли         | детектив Линг Хо |
| Уаймэн Вонг       | Эдди Вонг        |
| Глен Чин          | Скинни           |
| Майкл Вонг        | Хэн              |
| Моусес Чан        | офицер Фонг      |